# Avenida Napoleón Uriburu
La avenida Napoleón Uriburu es una de las avenidas más importantes de la Ciudad de Formosa. Es la última arteria de la Zona Céntrica, con el nº 73. Lleva el nombre del militar y gobernador de la Provincia de Formosa entre 1891 y 1893, y también gobernador del Territorio Nacional del Chaco entre 1875 y 1877, General Napoleón Jerónimo Uriburu (1836 - 1895).

## Historia

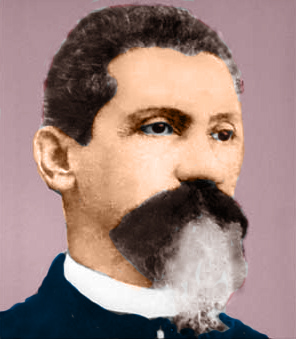
El General Napoleón Uriburu (1836 - 1895)

La calle nace con el nombre Boulevard del Sur en 1879. En 1895, año de la muerte del general, cambia su nombre a Boulevard Napoleón Uriburu. Allí se encontraban barrancas, y por eso actualmente la avenida esta llena de lomadas en su recorrido. Se pavimentó en la década de 1960, aproximadamente, durante la gestión del gobernador Augusto Sosa Laprida]. En los años 1990, cambia su nombre definitivamente por el de Avenida Napoleón Uriburu.

## Recorrido
La avenida nace en la Calle San Martín, aunque existe un tramo de 300 metros en dirección al río de nombre Av. Napoleón Uriburu Este. Cuando se interseca con la Av. Pantaleón Gómez cambia su nombre a Avenida Arturo Frondizi. Sobre dicho recorrido se encuentran las siguientes calles:
- San Martín, donde nace
- Belgrano
- Rivadavia
- Moreno
- Deán Funes
- Padre Patiño
- Mitre
- Eva Perón
- Fontana
- Av. 9 de Julio
- Sarmiento
- Julio A. Roca
- Córdoba
- Fortín Yunká
- Libertad
- Jujuy
- Padre Grotti y la avenida Pantaleón Gómez. A partir de este punto se llama Av. Arturo Frondizi.[1]

## Lugares emblemáticos
- Templo San Luis Rey de Francia.
- CETEM, Centro de Estudios y Tratamientos de Enfermedades Médicas.
- Club Atlético 1.º de Mayo, en la intersección con Calle Jujuy.
- Anfiteatro de la Juventud, en la intersección con la Avenida 9 de Julio.
- Escuela Normal Superior "República Del Paraguay", en la intersección con la Avenida 9 de Julio.
- Instituto Superior de Formación Docente en Educación Física.